# Cleome augustinensis
Cleome augustinensis là một loài thực vật có hoa trong họ Màng màng. Loài này được (Hochr.) Briq. mô tả khoa học đầu tiên năm 1914.